# Dùn Caan
Pour les articles homonymes, voir Caan.
Dùn Caan est une colline située en Écosse, point culminant de l'île de Raasay avec ses 443 mètres d'altitude. Il est situé dans le sud de l'île, entre les lochs na Meilich, na Mna et Chada-chàrnaich. Il est accessible depuis l'ouest par un sentier débutant sur le chemin reliant Inverarish au nord de l'île, à hauteur du hameau de Balmeanach. Ses pentes régulières couvertes d'herbes et de quelques pierriers sont dominées par une masse rocheuse constituant son sommet formée au Mésozoïque et composée de dolérites et de basaltes, des roches volcaniques. Sa hauteur de culminance fait de cette colline un des nombreux marilyns des îles Britanniques.